# Léon Werth
Léon Werth (Remiremont,  17 de febrero de 1872-París, 13 de diciembre de 1955) fue un novelista, ensayista, poeta, crítico de arte y periodista francés, de ideas anarquistas y antimilitaristas.
Conoció a Antoine de Saint-Exupéry en 1931 y pronto se convirtieron en amigos íntimos, aun cuando no tenían muchos aspectos en común: Werth era anarquista y judío, además de veintidós años mayor, y su estilo de escritura era surrealista. Saint-Exupéry le dedicó dos libros: Carta a un rehén y El principito, e hizo alusión a Werth en otros tres. La dedicatoria en el prefacio de El principito es considerada una de las mejores jamás escritas. 
Pasó la Segunda Guerra Mundial en Sain-Amour, su aldea en Jura, una región montañosa cerca de Suiza donde atravesó penurias. Hacia el final de la guerra, en la cual Saint-Exupéry murió, dijo: «La paz, sin Tonio, no es enteramente paz».
Mantuvo amistad también con Maurice de Vlaminck y Octave Mirbeau.

## Dedicatoria deEl principito
A Léon Werth 
Pido perdón a los niños por haber dedicado este libro a una persona mayor. Tengo una seria excusa: esta persona mayor es el mejor amigo que tengo en el mundo. Tengo otra excusa: esta persona mayor puede comprender todo, hasta los libros para niños. Tengo una tercera excusa: esta persona mayor vive en Francia, donde tiene hambre y frío. Tiene verdadera necesidad de consuelo. Si todas estas excusas no fueron suficientes, quiero dedicar este libro al niño que esta persona mayor fue en otro tiempo. Todas las personas mayores han sido niños antes (pero pocas lo recuerdan). Corrijo, entonces, mi dedicatoria:
A Léon Werth, cuando era niño.

## Libros
- 33 jours
- Clavel chez les majors
- La maison blanche
- Clavel soldat
- Cochinchine
- Le destin de Marco
- Le monde et la ville
- Impressions d'audience
- Saint-Exupéry, tel que je l'ai connu
- Caserne 1900
- Déposition / Journal 1940 - 1944
- Voyages avec ma pipe
- Une soirée à L'Olympia
- Le petit Prince